# Nikolái Dujonin
Nikolái Nikoláievich Dujonin (en ruso: Никола́й Никола́евич Духо́нин; Gobernación de Smolensk, Imperio ruso; 13 de diciembre de 1876 - Maguilov, República Rusa; 3 de diciembre de 1917) fue un general ruso, el último comandante en jefe del Ejército Imperial Ruso.

## Biografía
Dujonin nació en la Gobernación de Smolensk. Sirvió en el Distrito Militar de Kiev antes del inicio de la Primera Guerra Mundial. Ahí ganó cierta experiencia en trabajo de inteligencia.
Al comienzo de la guerra, Dujonin recibió el mando de un regimiento ruso. Después fue asignado al Tercer Ejército en Dubno a las órdenes del General Ruzsky como adjunto sénior del departamento de inteligencia. En la primavera de 1917, fue el jefe de Estado Mayor del Frente Suroccidental. En agosto de 1917, Dujonin era el Intendente General del Frente Suroccidental, y fue sacado de esta relativa oscuridad por Aleksandr Kérenski para reemplazar a Mijaíl Alekséyev como jefe de Estado Mayor en los cuarteles generales en Maguilov, ya que Alekséyev había dimitido como resultado del fracasado golpe de Estado de Kornílov. Fue el propio Alekséyev quien sugirió a Dujonin como su sucesor de tal modo que pudiera continuar influyendo en los asuntos de la Stavka en Maguilov.
Cuando Kérenski huyó de Petrogrado y después de Rusia tras la toma del poder por los bolcheviques en la Revolución de Octubre, Dujonin se convirtió de facto en Comandante Supremo, aunque de un ejército que se desintegraba rápidamente, y sobre el que ejercía muy poco control. Durante las etapas iniciales de la toma de poder de los bolcheviques, el Consejo de Comisarios del Pueblo instruyó a Dujonin en cesar las hostilidades de guerra y para que abriera negociaciones con las Potencias Centrales. Vladímir Lenin y Nikolái Krylenko visitaron a Dujonin en Petrogrado para discutir una propuesta de armisticio. La respuesta de Dujonin fue inflexible: el 22 de noviembre declinó categóricamente la directiva del Consejo de Comisarios del Pueblo. Había discutido su desarrollo con diplomáticos de los gobiernos del Entente. Dujonin dijo a Lenin que semejante orden solo podía ser emitida por "un gobierno sustentado por el ejército y el país".
Lenin inmediatamente se dirigió a una estación inalámbrica y emitió la noticia de la destitución de Dujonin como Comandante en Jefe y su reemplazo por Krylenko en su lugar. Al día siguiente, una nota conjunta fue emitida por las misiones militares de Gran Bretaña, Francia, Italia, Japón y Rumania, citando el Tratado del 23 de agosto de 1914 por el cual los aliados acordaron no concluir ningún armisticio salvo de común acuerdo. Estas misiones tenían su sede en el Cuartel General en Maguilov.
No obstante, Dujonin abrió negociaciones con el General Kaledin, y pidió a las 'unidades de choque' de Kornílov que fueran apresuradamente a defender Maguilov contra las unidades del Ejército Rojo que debían llegar por ferrocarril con Krylenko. Gracias al esfuerzo del sóviet local de Maguilov y al comandante de guarnición Mijaíl Bonch-Bruyévich, esas tropas fueron enviadas más al sur en el Don o al oeste contra los polacos en Zhlobin, y el conflicto fue evitado. Dujonin entonces decidió escapar con el comisario de Kerenski, Stankóvich, pero fue convencido de quedarse por el General Diterijs. Su última acción fue ordenar la liberación de los oficiales prisioneros en Bikhov, notoriamente Kornílov y Denikin.
Dujonin subsiguientemente se rindió a Krylenko en Maguilov, pero fue asesinado por la escolta militar bolchevique de Krylenko cerca de la estación del ferrocarril el 3 de diciembre de 1917. Una multitud de soldados y marineros lo golpearon con la bayoneta hasta la muerte en el acto por orden del oficial del Ejército Rojo Pável Dybenko. A la mañana siguiente los soldados y marineros bolcheviques se divirtieron usando su cuerpo (ahora desnudo) para prácticas de tiro, que pusieron sobre la plataforma con un cigarrillo en su boca.
Su familia emigró a Yugoslavia.